# امیل علی-کان
امیل علی-کان (فرانسوی: Émile Ali-Khan‎؛ زادهٔ ۶ ژوئن ۱۹۰۲ - درگذشته نامشخص) دونده سرعت اهل فرانسه بود.
وی در مسابقات کشوری و بین‌المللی در مجموع برندهٔ ۱ مدال نقره شده‌است.